# España Boba
España Boba è un periodo della storia della Repubblica Dominicana durato dal 1809 al 1821 durante il quale la Capitaneria generale di Santo Domingo era sotto il dominio spagnolo, ma il governo spagnolo esercitò poteri minimi poiché impegnato nella guerra peninsulare e in varie guerre d'indipendenza nell'America spagnola. Il periodo terminò quando le autorità dominicane dichiararono un'indipendenza a breve termine il 30 novembre 1821. Nel febbraio 1822, Haiti annetteva l'ex Santo Domingo, portando a un'occupazione che durò fino al 1844.

## Governatori

### 1809-1821

#### Governatori della Capitaneria generale
- 1809-1811 Juan Sánchez Ramírez
- 1811-1813 Manuel Caballero y Masot
- 1813-1818 Carlos de Urrutia y Matos
- 1818-1821 Sebastián Kindelán y O’Regan
- 1821-     Pascual Real